# Viajante (álbum)
Viajante es el séptimo álbum de estudio del cantante colombiano Fonseca, publicado por la compañía discográfica Sony Music.
El álbum se caracteriza por la fusión de ritmos entre la balada, el pop y el reguetón, conservando el estilo romántico de Fonseca. Asimismo, el álbum conmemora los 20 años de su trayectoria artística; y fue presentado junto a su sencillo «Pasa» en compañía de la banda mexicana Matisse.
Se desprenden del mismo, algunos sencillos como: «Cartagena» y «2005». Esta última es una versión urbana de «Te mando flores», la cual cumplía 15 años de su lanzamiento.
En este álbum, están incluidas las participaciones de Greeicy, Cali & El Dandee, Silvestre Dangond y Cimafunk.

## Lista de canciones
| N.º | Título                                  | Duración |  |
| 1.  | «Besos en la frente»                    | 3:52     |  |
| 2.  | «Pasa» (con Matisse)                    | 3:13     |  |
| 3.  | «En vivo y en directo»                  | 3:18     |  |
| 4.  | «2005» (con Greeicy y Cali & El Dandee) | 3:28     |  |
| 5.  | «Volvámonos a enamorar»                 | 2:33     |  |
| 6.  | «Qué nos pasó»                          | 4:04     |  |
| 7.  | «Perdóname mis errores»                 | 3:25     |  |
| 8.  | «Cartagena» (con Silvestre Dangond)     | 2:54     |  |
| 9.  | «Para poder decirte adiós»              | 3:06     |  |
| 10. | «Háblame bajito» (con Cimafunk)         | 3:36     |  |